# 머시니마
머시니마(Machinima)는 기계를 의미하는 머신(machine)과 영화를 의미하는 시네마(cinema)의 합성어로, 기존의 게임이 제공하는 엔진을 이용해 만든 애니메이션 영화를 의미한다.

## 개관
머시니마는 막대한 제작 비용을 들이지 않고도 단기간 내에 3차원 세계를 구현할 수 있다는 장점이 있고, 플랫폼으로는 1인칭 시점 슈팅 게임(FPS)이나 롤플레잉 게임이 많이 사용된다. 동영상을 캡처하는 프로그램을 사용하여 녹화를 하기도 하지만 최근에는 게임 내에서 녹화할 수 있는 카메라를 제공하기도 한다. 캡처된 화면을 동영상 편집 프로그램을 이용하여 편집하고 성우 더빙과 음향을 넣어 하나의 스토리를 지닌 영화로 만드는 과정을 거친다.
최초의 머시니마는 1996년 10월 26일 '다이어리 오브 캠퍼(Diary of a Camper)'이다. 100초 남짓의 짧은 영화였지만, 이 영화의 플랫폼인 1인칭 사격 게임 퀘이크(Quake)는 수많은 '퀘이크 무비'들을 탄생시키면서 인기를 얻는다.
퀘이크 무비를 만든 머시니마의 창시자 휴즈 핸콕(Hugh Hancock)은 머시니마 스튜디오 스트레인지 컴퍼니(Strange Company)를 설립하고, 2000년 1월 machinima.com을 만들어 머시니마 관련 동영상과 기사를 소개하고 있다. 또한 2002년 3월에는 휴즈 핸콕을 포함한 앤서니 베일리(Anthony Bailye), 캐서린 안나 강(Katherine Anna Kang), 폴 마리노(Paul Marino), 매슈 로스(Mathew Ross) 등 5명의 머시니마 제작자들이 '게임 개발자 콘퍼런스(Game Developers Conference)'에서 '머시니마 예술 과학 아카데미(Academy of Machinima Arts & Sciences)를 설립하고 머시니마 필름 페스티벌(Machinima Film Festival)을 기획한다.
초기에는 단순히 사용자들이 온라인 게임 화면을 그대로 녹화하여 중요한 장면이나 기술 등을 공유하는 내용에 그쳤으나 최근에는 기존의 영화 제작의 단계와 같이 각본과 감독은 물론이고, 컴퓨터 그래픽까지 부가되어 상당한 퀄리티의 작품들이 나오고 있다. 또한 시간이 지날수록 머시니마는 더욱 상업적인 목적으로 제작되기도 한다. 토미 팔로타(Tomy Pallotta) 감독이 제작한 '인 더 웨이팅 라인(In the waiting line)'은 2003년 MTV에서 방영된 최초의 머시니마 뮤직 비디오가 되었고, 엑스박스의 게임 '헤일로(Halo)'로 만든 '레드 대 블루(Red vs. Blue)'라는 코미디 시리즈는 많은 팬을 확보하고 DVD로도 만들어졌다.

## 주요 플랫폼
현재 활발하게 머시니마가 제작되고 있는 게임은 현실과 연동되는 가상 세계를 구현하고 있는 '세컨드라이프(Second Life)'와 블리자드사의 유명 온라인 게임인 '월드 오브 워크래프트'(World of Warcraft, WOW)이다.

### 세컨드라이프
'세컨드라이프'의 경우 프로그램 자체에 머시니마를 찍을 수 있는 카메라가 내장되어 있다. 그로 인해 실제 영화에서 시도되는 다양한 시점과 카메라 워크를 게임 안에서 그대로 시도해볼 수 있다. 또한 가상 세계안의 캐릭터들에게 미리 원하는 동작을 입력하면 상황에 맞는 연기를 할 수도 있다. 물론 이러한 촬영 내용은 컴퓨터에 저장될 뿐 별도의 필름이나 저장 매체를 필요로 하지 않기 때문에 비용적인 부담이 전혀 없다고 할 수 있다. 그리고 캐릭터의 텔레포트기능을 통해 '세컨드라이프' 세계의 어느 곳이든 쉽게 이동할 수 있기 때문에 다양한 로케이션을 기반으로 촬영을 할 수 있다는 점도 '세컨드라이프' 머시니마의 장점이다.

### 월드 오브 워크래프트
'WOW'는 세컨드라이프와 같이 자체적으로 게임 속에 내장된 카메라를 제공하지는 않지만 모니터에 표현되는 게임화면을 그대로 캡처하는 방식을 통해 촬영이 이루어지고 있다. 상대적으로 세컨드라이프에 비해 촬영요건이 불편함에도 불구하고 수많은 PvP(Player vs Player, 사용자의 캐릭터들이 싸움을 벌이는 모습을 담은 영상)은 물론이고 상영시간이 100분을 상회하는 달하는 장편 머시니마도 제작되어 전 세계적으로 많은 인기를 끌고 있다. 최근에는 뉴욕의 프로그래머 A J 로이아코노가 'WOW'를 바탕으로 2시간짜리 영화를 제작하고 있어 화제가 되었다.

### 무비스톰, 아이 클론
무비스톰 (Moviestorm)과 아이클론 (iClone) 은 머시나마를 위해 특별히 제작된 프로그램으로 게임 엔진에 의존하지 않고 보다 손쉽게 제작자의 의도대로 세트와 캐릭터를 조작할 수 있는 머시니마 플랫폼을 제공한다.

## 주요 페스티벌
머시니마 페스티벌, 머시니마 유럽 페스티벌, 머시니마 필름 페스티벌 등 다양한 국제 영화제를 개최하고 있다. 페스티벌을 통해 일반 대중에게 머시니마에 대한 소개와 머시니마 만드는 법에 대한 강의를 하고 잘 만들어진 작품에 대한 수상을 한다.
매 해 11 월에 열리는 머시니마 엑스포는 헌신적인 자원 봉사자 팀에 의해 실행되는 온라인 이벤트로, 출품과 참석은 무료이다.

## 같이 보기
- 컴퓨터 애니메이션
- 컴퓨터 생성 이미지